# Virgin Atlantic Airways
Virgin Atlantic Airways ist eine britische Fluggesellschaft mit Sitz in Crawley und Basis auf dem Flughafen London Heathrow. Sie gehört zu 20 % der Virgin Group und zu 49 % Delta Air Lines.

## Geschichte

### Gründung und erste Jahre

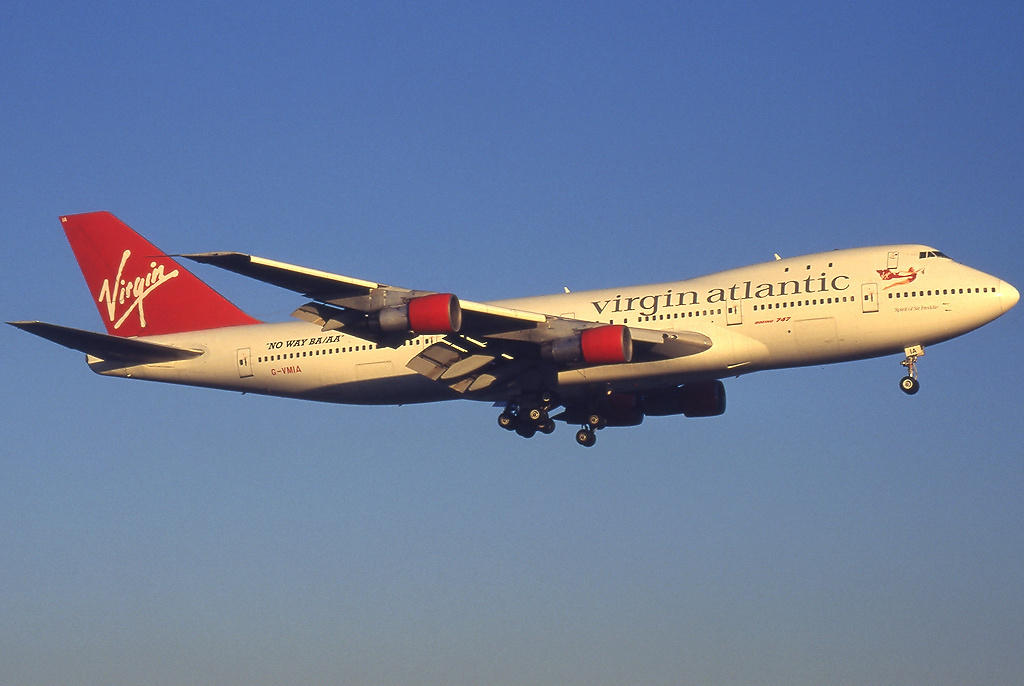
Boeing 747-100 der Virgin Atlantic im Jahr 1997

Virgin Atlantic Airways wurde ursprünglich 1984 von Randolph Fields und Alan Hellary als British Atlantic Airways gegründet und umbenannt, nachdem Richard Branson mit der Virgin Group die Fluggesellschaft übernommen hatte. Am 22. Juni 1984 fand der Erstflug von London-Gatwick nach Newark mit einer geleasten Boeing 747-100 mit der Registrierung G-VIRG statt.
1986 erhielt das Unternehmen zwei Boeing 747-200B mit denen die Route London-Miami aufgenommen wurde. 1991 erhielt Virgin Atlantic Airways auch Zugang zum Flughafen London Heathrow und es wurden Strecken nach Los Angeles, New York und Tokio aufgenommen. Im Dezember 1993 erfolgte die Auslieferung von neuen Airbus A340-300 und ab Mai 1994 eine Boeing 747-400.
1996 wurde als Tochtergesellschaft noch die Virgin Express gegründet, die aus der Übernahme der belgischen EuroBelgian Airlines resultiert.
Im Dezember 1999 wurden 49 Prozent von Virgin Atlantic für £ 600 Millionen an Singapore Airlines verkauft.
Die Fluggesellschaft hatte in ihrer Vergangenheit schon zahlreiche auch gerichtliche Konflikte mit British Airways. Virgin Atlantic übernahm, als British Airways 1997 ankündigte, den Union Jack, die britische Flagge, von ihren Flugzeugen zu entfernen, diesen auf ihre Flugzeuge. Seitdem prangt an den Flugzeugen der Virgin Atlantic der Slogan „Britain’s Flag Carrier“.
Virgin Atlantic war die erste Fluggesellschaft in Europa, die eine Premium-Economy-Klasse als Produkt zwischen Business- und Economy-Klasse anbot und führte als erste die mittlerweile von mehreren Fluggesellschaften (unter anderem Cathay Pacific, Air New Zealand und Air Canada) angewandte „Herringbone-Konfiguration“ in der Business-Klasse (Upper Class bei Virgin Atlantic) ein – diese erlaubt durch eine diagonale Sitzanordnung jedem Passagier direkten Zugang zum Gang.
Virgin Atlantic wurde 2003 als die Airline mit dem besten In-Flight-Entertainment-System ausgezeichnet.
Im Juli 2007 verhängte das Justizministerium der Vereinigten Staaten eine Geldstrafe in Höhe von 200 Millionen US-Dollar (135 Millionen Euro) gegen Virgin Atlantic. Grund hierfür sind illegale Absprachen bezüglich Kerosinzuschläge zwischen Virgin und Konkurrent British Airways von August 2004 bis Januar 2006,. Im Gegensatz zu British Airways hatte Virgin mehr Glück, denn das britische Kartellamt sah von einer Geldstrafe gegen Virgin Atlantic ab, jedoch wurde BA zu einer Geldstrafe in Höhe von 180 Millionen Euro verurteilt. Zudem verhängte das Justizministerium der Vereinigten Staaten der British Airways eine weitere Geldstrafe in Höhe von 300 Millionen US-Dollar. BA teilte bereits vor dem Urteil mit, dass bereits 350 Millionen Pfund für Geldstrafen beigelegt wurden.

### Entwicklung seit 2010

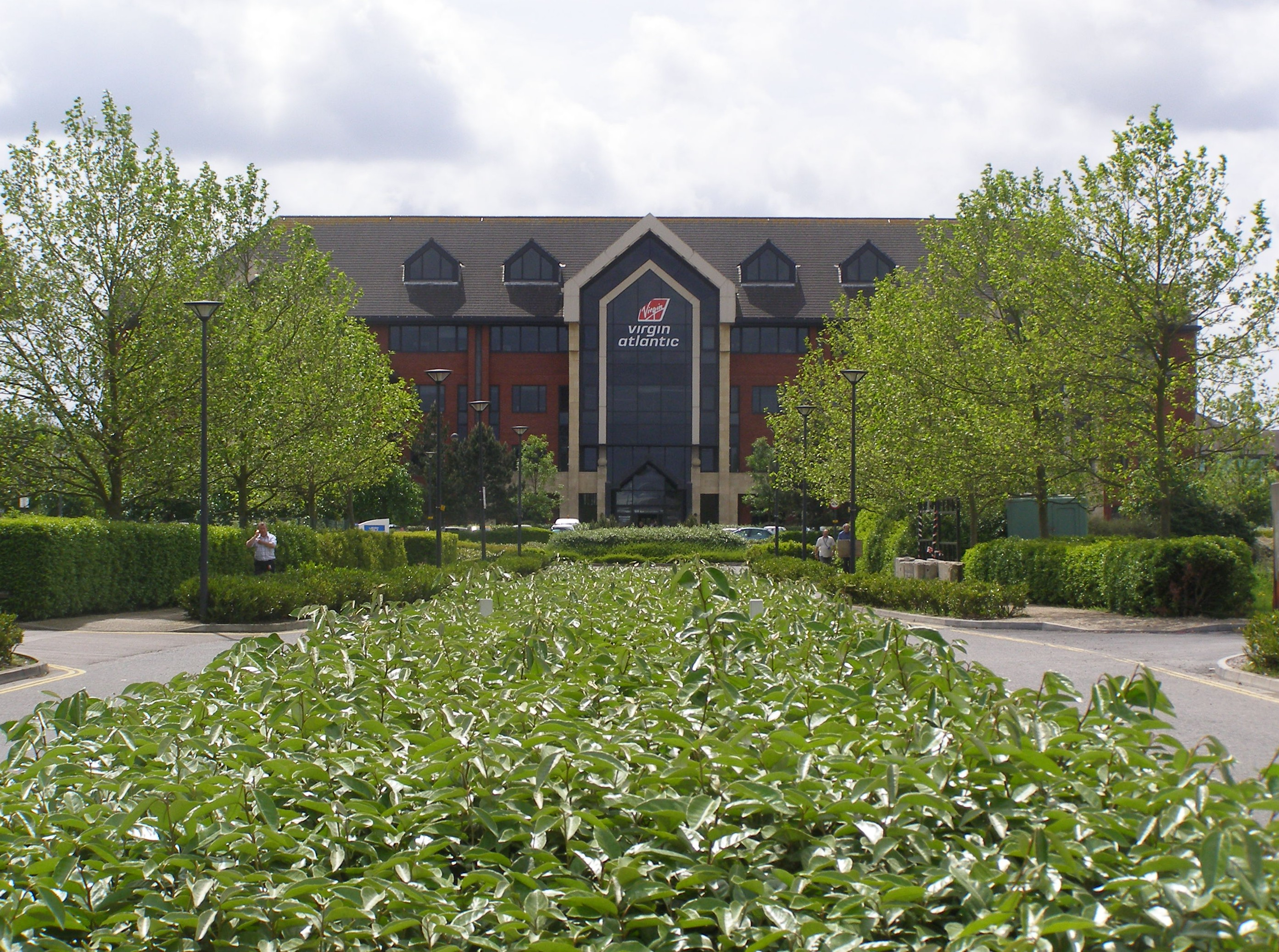
Firmensitz der Virgin Atlantic in Crawley, West Sussex

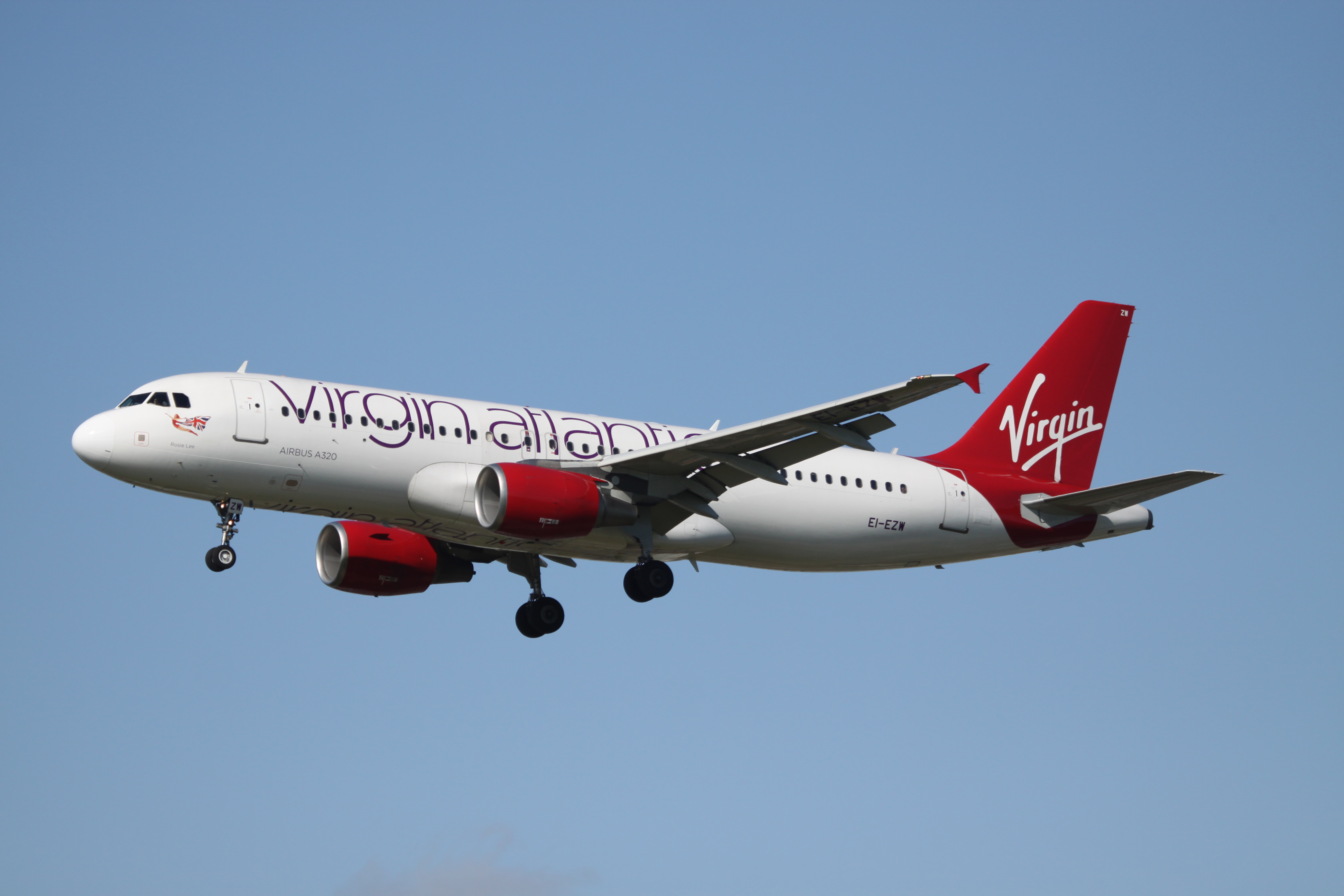
Von 2013 bis 2015 betrieb Aer Lingus Airbus A320-200 für Virgin Atlantic auf Inlandsflügen

Im Januar 2010 gab Virgin Atlantic bekannt, eine bestehende Bestellung über sechs Airbus A340-600 durch eine Order über sechs Airbus A330-300 zu ersetzen. Des Weiteren wurden zusätzliche vier A330-300 ab 2011 geleast. Die erste Auslieferung erfolgte schließlich Anfang April 2011.
Im Juli 2010 stellte Virgin Atlantic ein neues Corporate Design vor, das unter anderem eine überarbeitete Lackierung der Flugzeuge beinhaltete. Im Jahr 2010 wurden etwa 5,3 Millionen Passagiere befördert, womit sie nach Anzahl beförderter Passagiere die achtgrößte britische Fluggesellschaft darstellt.
Im Skytrax-Ranking erreichte die Airline seit Mitte 2011 nur noch drei von fünf Sternen, nachdem es zuvor vier von fünf Sterne waren. Mit Stand November 2013 wurde Virgin Atlantic jedoch wieder mit vier Sternen bewertet.
Im Dezember 2012 übernahm Delta Air Lines den 49-prozentigen Anteil an Virgin Atlantic von Singapore Airlines und hat dafür 360 Millionen US-Dollar in die Gesellschaft investiert.
Für März 2013 kündigte Virgin Atlantic, die seit geraumer Zeit ausschließlich Langstreckenflüge anbot, die Aufnahme einer Zubringerroute zwischen Manchester und London-Heathrow an. Kurz zuvor verlor die Schwestergesellschaft Virgin Trains die Konzession für die Intercity-Züge zwischen diesen beiden Städten. Im Dezember 2012 wurde bekanntgegeben, dass Aer Lingus die Inlandsflüge im Namen von Virgin Atlantic unter dem neuen Markennamen Virgin Atlantic Little Red durchführt. Am 6. Oktober 2014 wurde bekannt, dass alle Inlandsflüge – nach Manchester, Aberdeen und Edinburgh – 2015 wieder gestoppt werden. Die Auslastung liege unter 40 Prozent und auch der Umsteigeverkehr von und zu den Langstreckenflügen blieb hinter den Erwartungen zurück. Am 26. September 2015 wurde schließlich der letzte Inlandsflug durchgeführt, die eingesetzten Airbus A320-200 wurden an Aer Lingus zurück überstellt.
Im September 2014 erhielt Virgin Atlantic als eine der ersten Airlines weltweit ihre erste Boeing 787-9 mit dem Taufnamen „Birthday Girl“, die zunächst an der Ostküste der USA eingesetzt wurde.
Ab Ende Oktober 2014 übernahm Virgin Atlantic im Rahmen der Partnerschaft mit Miteigentümerin Delta Air Lines einen von drei ihrer täglichen Flüge von London nach Atlanta, während Delta im Gegenzug einen der beiden täglichen Virgin-Flüge nach Los Angeles übernahm. Man wolle sich generell wieder mehr auf die profitablen Routen in die USA konzentrieren, während beispielsweise die Verbindungen nach Mumbai und Tokio eingestellt wurden.
Im Geschäftsjahr 2014 verbuchte Virgin Atlantic erstmals seit 2011 wieder einen Gewinn in Höhe von 14,4 Millionen Pfund, nachdem 2013 noch über 50 Millionen Pfund Verlust verzeichnet wurden.
Zum 29. März 2015 musterte Virgin Atlantic ihre letzten Airbus A340-300, die zuletzt nur noch zwischen London-Heathrow und Shanghai verkehrten, aus und ersetzte sie durch weitere Boeing 787-9. Zum Sommerflugplan 2016 zog Virgin Atlantic zudem ihre Boeing 747-400 aus London-Heathrow ab, die ab diesem Zeitpunkt nur noch für die Urlaubsrouten ab London-Gatwick, Manchester und Glasgow eingesetzt werden.
Im Juli 2015 gab Virgin Atlantic bekannt, zur Schaffung effizienterer Strukturen in Management und Verwaltung 500 Stellen zu streichen.
Im März 2018 stornierte Virgin Atlantic eine Bestellung über sechs Airbus A380-800, die seit 2006 bestand und deren Auslieferung mehrfach verschoben worden war.
Das Konsortium Connect Airways wollte 2019 Flybe übernehmen. Virgin Atlantic hatte jahrelang eine Zubringergesellschaft für seine Langstreckenmarke gesucht, die Marke Flybe sollte zu Gunsten von Virgin aufgegeben werden. Flybe erklärte jedoch im März 2020 Insolvenz und stellte den Flugbetrieb ein.
Im Mai 2020 gab Virgin Atlantic bekannt, auf Grund der Probleme während der COVID-19-Pandemie 3.000 Mitarbeiter zu kündigen und seine Aktivitäten am Flughafen Gatwick einzustellen.
Am 4. August 2020 meldete Virgin Atlantic in den USA Gläubigerschutz nach Chapter 15 als Teil des Rekapitalisierungsprogrammes an.
Im September 2022 teilte Virgin Atlantic mit, Anfang 2023 der Luftfahrtallianz SkyTeam beizutreten, zu welcher bereits Delta Air Lines gehört.

## Flugziele

### Eigene Flüge

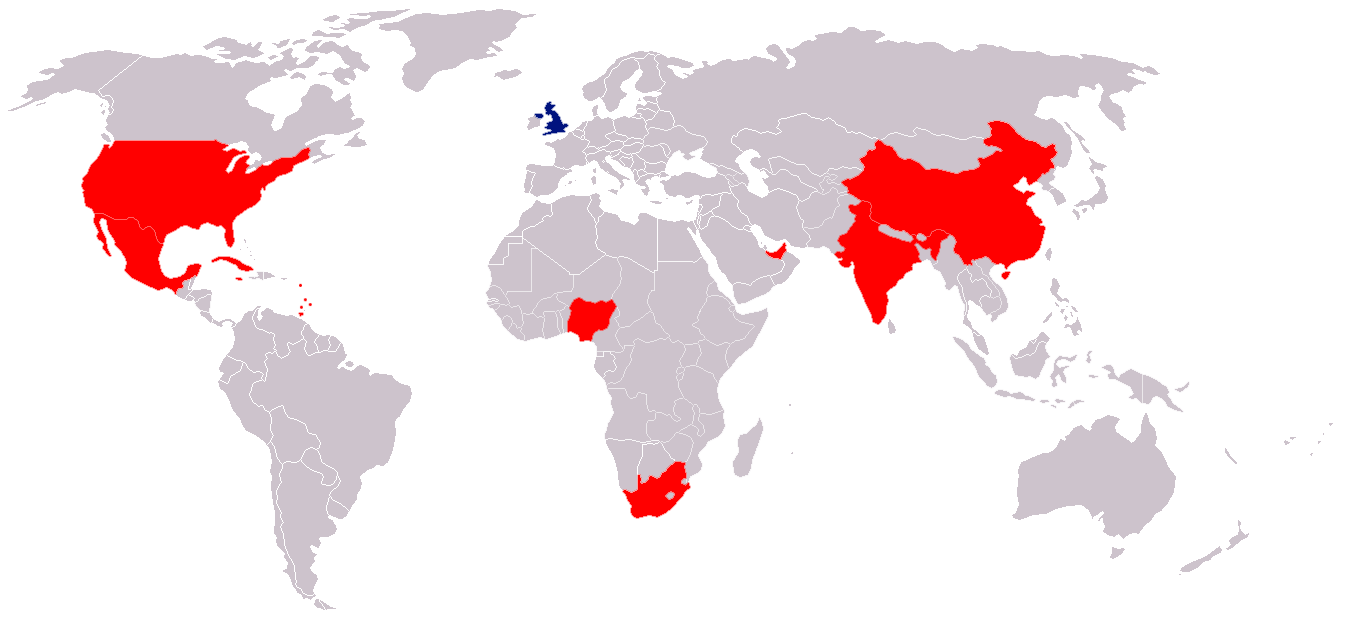
Von Virgin Atlantic angeflogene Länder
Großbritannien
Flugziele

Virgin Atlantic fliegt von London-Heathrow aus Ziele in Afrika, Asien, Nordamerika und der Karibik an. Von Manchester aus werden Ziele in den USA und Barbados angeflogen. Von Edinburgh wird ausschließlich Orlando angeflogen.

### Codesharing
Neben den Joint Venture Partnern Air France, Delta Air Lines und KLM verfügt Virgin Atlantic über Codeshare-Abkommen mit Aeroméxico, Air New Zealand, IndiGo Airlines, der LATAM Airlines Group, Middle East Airlines, Singapore Airlines, Westjet Airlines, Korean Air und Vietnam Airlines.

## Flotte

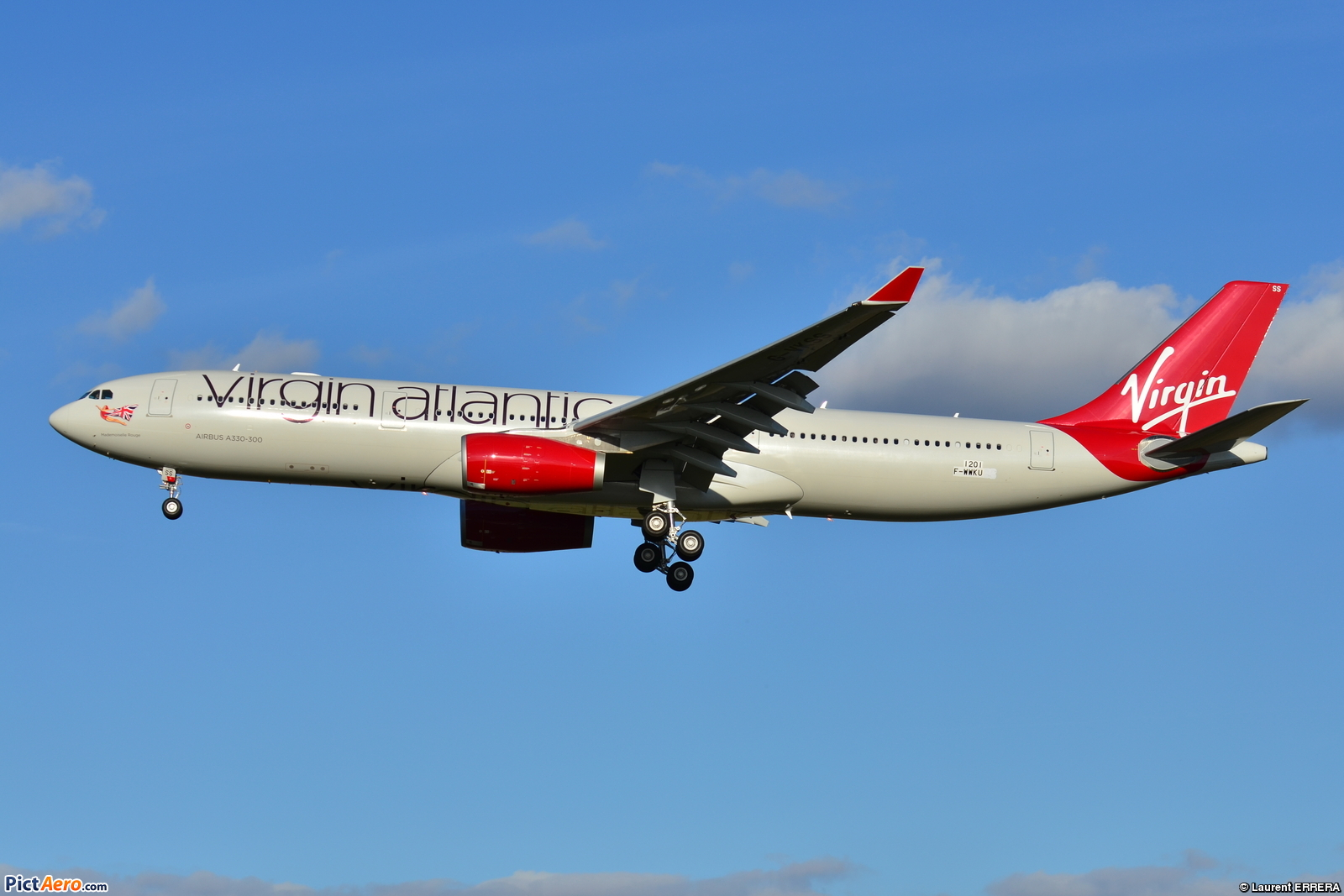
Airbus A330-300 der Virgin Atlantic

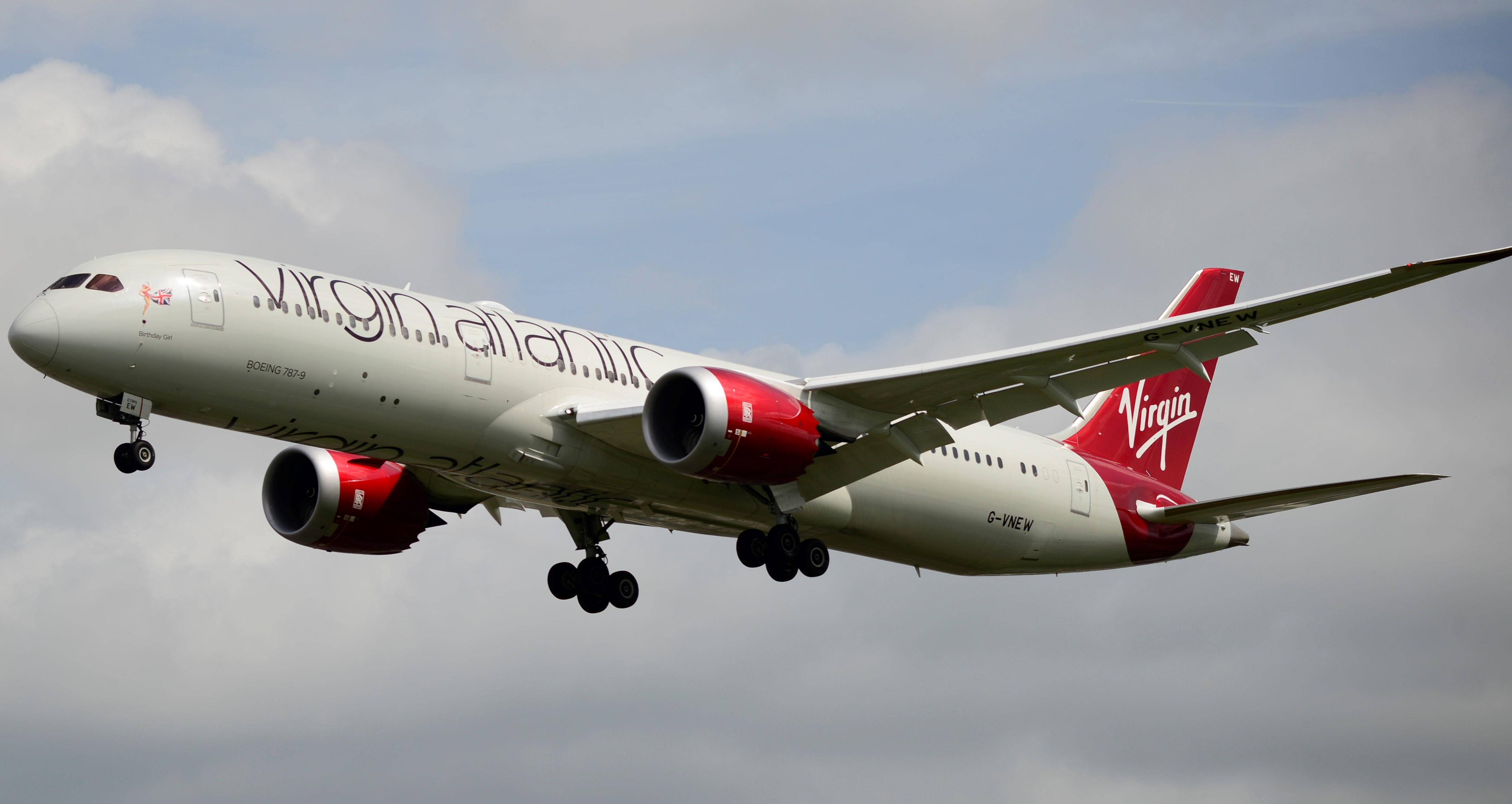
Boeing 787-9 der Virgin Atlantic

### Aktuelle Flotte
Mit Stand April 2025 besteht die Flotte der Virgin Atlantic aus 44 Flugzeugen mit einem Durchschnittsalter von 7,2 Jahren:
| Flugzeugtyp        | Anzahl | bestellt | Anmerkungen                                     | Sitzplätze (Business/Eco+/Eco) | Durchschnittsalter |
| ------------------ | ------ | -------- | ----------------------------------------------- | ------------------------------ | ------------------ |
| Airbus A330-300    | 07     |          | Werden durch A330-900neo ersetzt.               | 266 (33/48/185)                | 13,5 Jahre         |
| Airbus A330-900neo | 08     | 11       | Ersatz für A330-300 und vier 787-9.             | 262 (32/46/184)                | 01,5 Jahre         |
| Airbus A350-1000   | 12     |          |                                                 | 335 (44/56/235)                | 04,4 Jahre         |
| Boeing 787-9       | 17     |          | Bis 2028 werden drei durch A330-900neo ersetzt. | 264 (31/35/198)                | 09,1 Jahre         |
| Gesamt             | 44     | 11       |                                                 |                                | 07,2 Jahre         |

Ursprünglich wurden ausschließlich Flugzeugmuster mit vier Triebwerken bestellt, da sich vierstrahlige Flugzeuge nach der eigenen Überzeugung besser für einen zuverlässigen interkontinentalen Flugverkehr eigneten. So fand man auf den Triebwerken oft die Aufschrift „4 engines 4 long haul“ („Vier Triebwerke für die Langstrecke“). Inzwischen hat man sich mit der Bestellung der Baureihen Boeing 787 und Airbus A330-300 von dieser Philosophie verabschiedet. 1996 bis 1999 wich man schon einmal von dieser Philosophie ab, als man eine Boeing 767-300ER von Martinair leaste. Des Weiteren leaste man in früherer Zeit bereits eine Boeing 727, eine Boeing 737-400 und einige Airbus A320 und A321, um einen Kurzstreckenverkehr anbieten zu können.

### Ehemalige Flugzeugtypen
In der Vergangenheit setzte Virgin Atlantic bereits folgende Flugzeugtypen ein:
- Airbus A320-200
- Airbus A321-200
- Airbus A330-200
- Airbus A340-300/-600
- Boeing 747-100/-200/-400
- Boeing 767-300ER

## Virgin Atlantic International
Am 13. April 2015 gründete Virgin Atlantic eine neue Tochtergesellschaft – Virgin Atlantic International Limited (VAIL). Im November 2015 erhielt VAIL ihr eigenes Air Operators Certificate und ihre eigene Betriebslizenz und nahm den Betrieb mit zwei Airbus A330-300 auf und die zuvor von Virgin Atlantic Limited betriebenen Strecken zwischen London Gatwick und Barbados, St. Lucia, Antigua, Grenada und Tobago zu übernehmen. Nach der Gründung als AOC-Inhaber wurde die Mehrheit der Start- und Lande-Slots von Virgin Atlantic am Flughafen London Heathrow an VAIL übertragen, was Virgin Atlantic ermöglichte, Start- und Lande-Slots in Heathrow als Sicherheit für eine Anleihe für Flugzeuginvestitionen zu nutzen.

## Service

### Kabinen

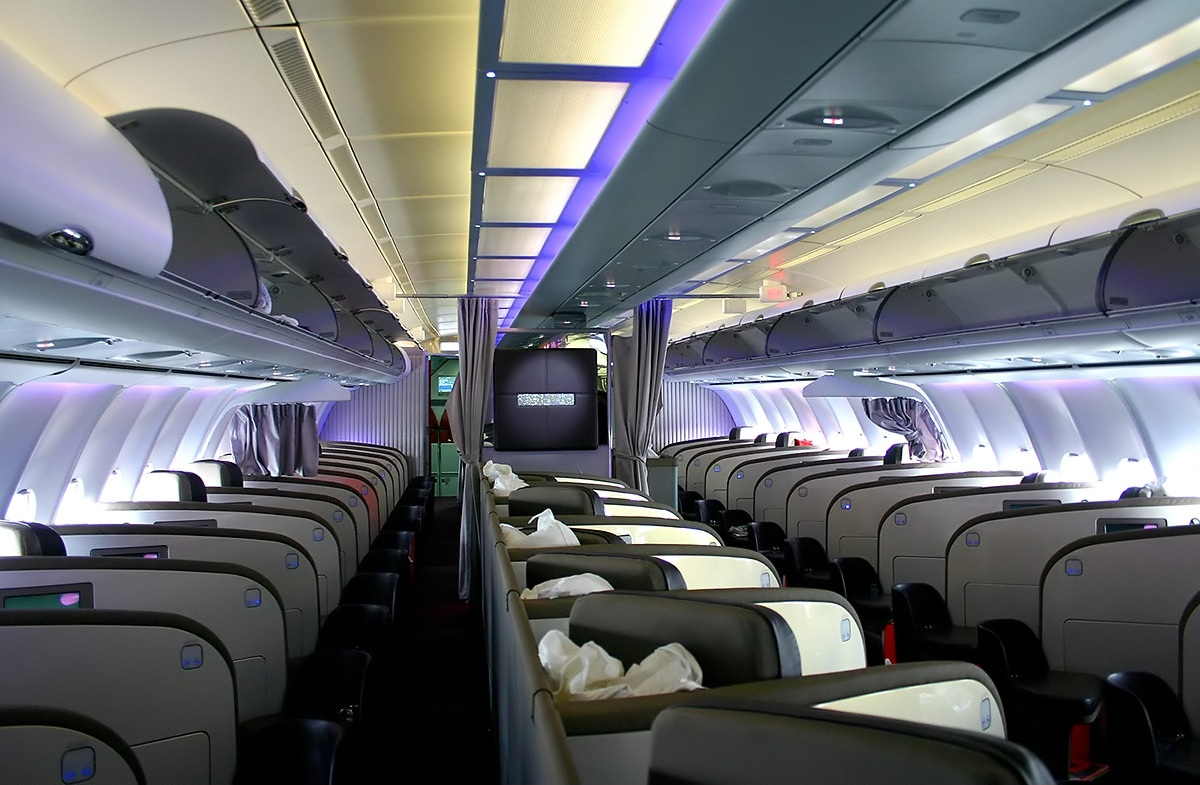
Die Upper Class genannte Business Class der Virgin Atlantic an Bord eines Airbus A340-600

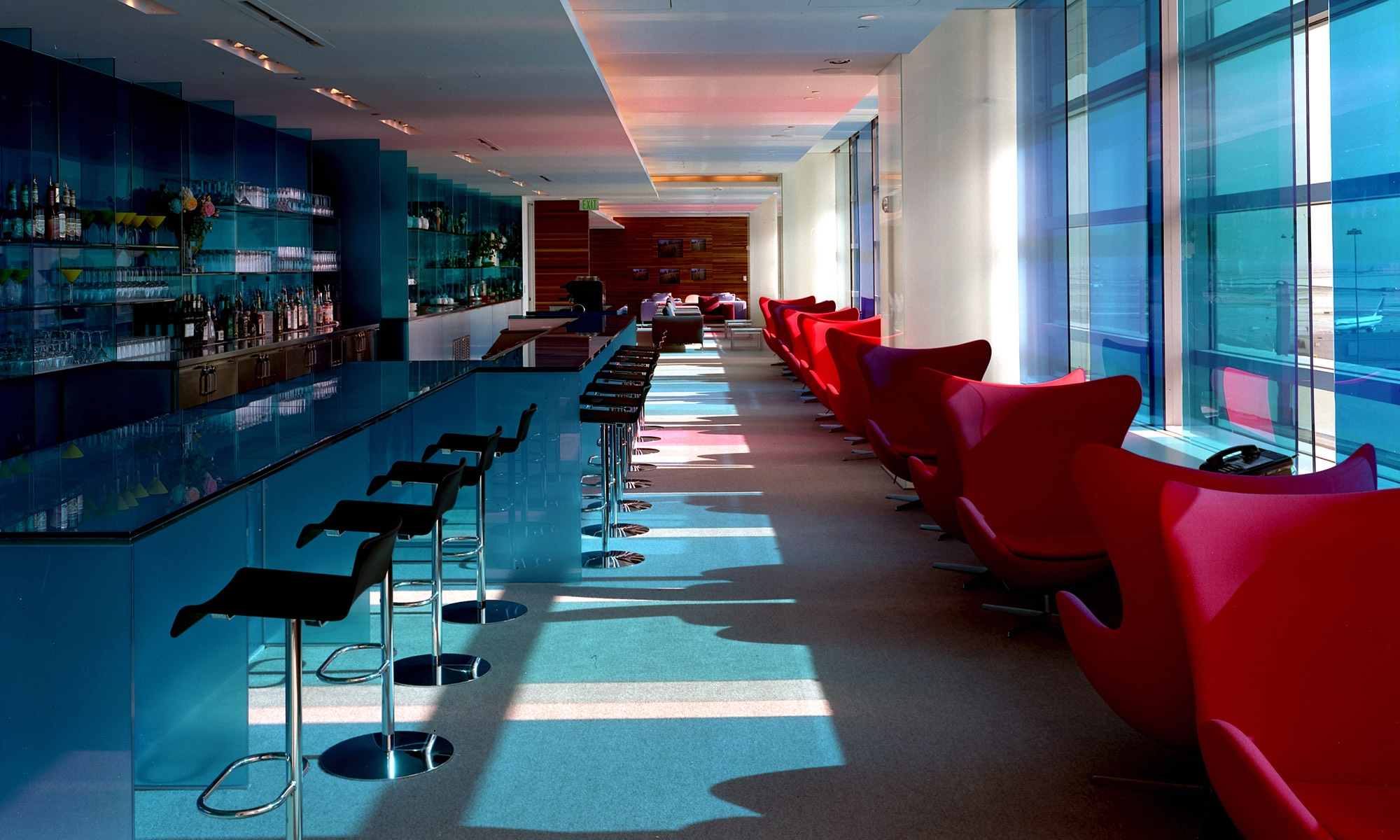
Eine Clubhouse-Lounge der Virgin Atlantic in San Francisco

Die Langstreckenflotte von Virgin Atlantic verfügt über drei Kabinenklassen: Economy, Premium-Economy und die Upper Class genannte Business-Klasse. Alle drei verfügen über persönliches Inflight-Entertainment an jedem Platz, die Business-Klasse ist mit flachen Betten in „Herringbone“-Reihenanordnung ausgestattet und verfügt über einen Bar-Bereich.

### Lounges
Virgin Atlantic betreibt zehn eigene Flughafenlounges names „Clubhouse“ in London-Heathrow, London-Gatwick, New York-JFK, Newark, Boston, Washington-Dulles, San Francisco, Los Angeles, Johannesburg und Hongkong. Diese sind für Passagiere der Upper Class und Inhaber des höchsten Vielfliegerstatus von Virgin Atlantic sowie teilweise für Gäste anderer Fluggesellschaften zugänglich.

## Trivia
- Virgin Atlantic war durch Produktplatzierung in den beiden James-Bond-Filmen Casino Royale und Ein Quantum Trost vertreten, in letzterem war auch der Eigentümer Richard Branson in einer kurzen Szene als Cameo im Hintergrund zu sehen. In den vorhergehenden Filmen war dagegen regelmäßig der Konkurrent British Airways präsent.
- Die Airline ist bekannt und berüchtigt für ihre teils provozierende Werbung. In den letzten Jahren wurden unter anderem die Slogans „Mine’s bigger than yours“ („Meiner ist größer als deiner“) zur Bewerbung des Airbus A340-600, dem bis dato längsten Passagierflugzeug der Welt, oder „More experience than our name suggests“ („Mehr Erfahrung als unser Name verspricht“) als Anspielung auf die Mehrdeutigkeit des Unternehmensnamens (Virgin = dt. Jungfrau) verwendet.
- Virgin Atlantic produziert zudem mindestens einmal jährlich sehr aufwendige Werbespots für Kinos und Fernsehen im Vereinigten Königreich. 2010 war das Video beispielsweise an den Stil der Titelsequenzen der James-Bond-Filme angelehnt,[39] für den Spot 2009 wurde ein Flughafen im Jahr 1984 inszeniert.[40]
- Am 24. Februar 2008 führte die Gesellschaft mit einer Boeing 747-400 einen Testflug mit Biokraftstoff anstelle von Kerosin durch. Der Flug erfolgte vom Londoner Flughafen Heathrow nach Amsterdam und sollte den Ingenieuren wichtige Erkenntnisse über die Nutzung von Biokraftstoff liefern. Dabei wurde eines der vier Triebwerke über einen Zusatztank erfolgreich mit Biokraftstoff versorgt.[41] Der Einsatz von Biokraftstoff in der Luftfahrt stellt eine besondere Herausforderung dar, da gewährleistet sein muss, dass der Treibstoff auch in einer Flughöhe von über 10.000 Meter und Temperaturen von unter −60 °C flüssig bleibt und konstante Verbrennungsleistung bietet.[42]
- Im November 2023 flog nach Angaben der britischen Regierung eine vollständig mit SAF (Sustainable Aviation Fuel, Deutsch: Nachhaltiger Luftfahrttreibstoff) angetriebene Passagiermaschine über den Atlantik. Die Boeing 787 der Virgin Atlantic flog vom Londoner Flughafen Heathrow nach New York.[43]